# Пиржан
Пиржан — упразднённый хутор на территории Буйнакского района Дагестана Российской Федерации. Входил в Агачаульский сельсовет Махачкалинского района Дагестанской АССР.
Ныне — кутан.

## Название
На карте РККА юга России 1941 года — Пиржан. На карте XXI века — кутан Пирджан

## География
Находился в Талгинской долине, у реки Черкесозень возле села Талги.

## История
Точная дата официального упразднения неизвестна.

## Инфраструктура
Основа экономики — сельское хозяйство.

## Транспорт
Проходит дорога местного значения.